# Lasówka rudogardła
Lasówka rudogardła (Setophaga fusca) – gatunek małego ptaka z rodziny lasówek (Parulidae).

## Systematyka
Gatunek monotypowy – nie wyróżnia się podgatunków.

## Zasięg występowania
W sezonie lęgowym występuje we wschodniej i środkowej części Ameryki Północnej (południowo-środkowa i południowo-wschodnia Kanada, północno-środkowe, północno-wschodnie i wschodnie USA). Zimuje w Ameryce Centralnej, północno-zachodniej części Ameryki Południowej i w Andach na południe po środkowe Peru, rzadziej po środkową Boliwię.

## Morfologia
WyglądSamica ubarwiona mniej intensywnie niż samiec, który ma rude czoło, gardło i pasek nad okiem przechodzący w żółty. U samiczek czoło w małe, wąskie, czarne kropki. Reszta głowy, z wyjątkiem obszaru pod okiem, czarna. Gardło bardziej czerwone, pierś pomarańczowa. Brzuch żółty, od obszaru między nogami zaczyna przechodzić w biały, aż po koniec ogona. Po bokach końca ogona czarny pas, po jednym z każdej strony. Boki ciała żółte w czarne kropki. Skrzydła czarne z białymi brzegami lotek i białą plamą z czarnym środkiem na dole. Ogon z wierzchu czarny z rozmytymi, białymi lamówkami. Z góry u nasady skrzydeł widać białe pasy, po jednym z każdej strony. Nogi i dziób czarne, lecz nogi bardziej brązowawe. Młode ptaki są bardziej wyblakłe od samicy.
Wymiary
- długość ciała: 13 cm
- masa ciała: 10 g

## Ekologia i zachowanie
BiotopBory szpilkowe i mieszane, zimą w koronach drzew, obrzeża lasów i zadrzewienia wtórne.
GłosWysoki i wznoszący się trel, składający się  z dwóch lub trzech części. Jest zakończony tonami brzmiącymi jak siip siip siip titi ziii.
PożywienieZjada owady, głównie gąsienice, łowi je na liściach i gałęziach drzew. Czasami poluje w powietrzu. Poza tym zjada pająki, sporadycznie także owoce jagodowe.
ZachowanieZimą spotykana pojedynczo. Poza okresem lęgowym spotykana w mieszanych stadach, razem żerujących.
LęgiWyprowadza jeden lęg. Jest terytorialna. Budulec gniazda to małe gałązki, puch roślinny i porosty, jest wyściełane strzępami kory i drobnymi korzonkami. Buduje je samica, na końcu poziomej gałęzi. Składa 4–5 jaj, sama je wysiaduje. Pisklęta karmią oboje rodzice.

## Status
IUCN uznaje lasówkę rudogardłą za gatunek najmniejszej troski (LC, Least Concern) nieprzerwanie od 1988 (stan w 2020). Organizacja Partners in Flight szacuje liczebność populacji na 14 milionów dorosłych osobników. Trend liczebności populacji jest wzrostowy.